# Agave thomasiae
Agave thomasiae ist eine Pflanzenart aus der Gattung der Agaven (Agave).

## Beschreibung

### Vegetative Merkmale
Agave thomasiae wächst mit offen ausgebreiteten, einzelnen oder mäßig sprossenden Rosetten. Ihre bereiften oder leicht glauken bis hellgrünen, breit lanzettlichen, weich sukkulenten, biegbaren, spitz zulaufenden, flachen bis wenig rinnigen Laubblätter sind zu ihrer Basis hin verschmälert und verdickt. Die Blattoberfläche ist glatt bis zu auf der Unterseite leicht aufgeraut. Die Blattspreite ist 60 bis 120 Zentimeter lang und 12 bis 17 Zentimeter breit. Am Blattrand befinden sich 1 bis 2 Millimeter lange Randzähne, die 10 bis 20 Millimeter voneinander entfernt stehen. Die winzigen Randzähne sind weiter unten am Blattrand zu Zähnchen reduziert. Der dunkelbraune, pfriemliche bis nadelige Enddorn ist auf seiner Oberseite seicht gefurcht. Er ist 30 bis 45 Millimeter lang.

### Blütenstände und Blüten
Der schmale, „rispige“ Blütenstand erreicht eine Länge von 5 bis 8 Meter. Sein Schaft ist kurz. Die 30 bis 60 gedrängten, rundlichen Teilblütenstände befinden sich in der oberen Hälfte bis in den oberen fünf Sechsteln des Blütenstandes. Die Blüten sind 60 bis 70 Millimeter lang. Ihre Perigonblätter sind purpurfarben bis gelb. Die ungleichen Zipfel sind 19 bis 29 Millimeter lang. Die trichterförmige Blütenröhre weist eine Länge von 6 bis 11 Millimeter auf. Der stark dreikantige Fruchtknoten ist 30 bis 38 Millimeter lang.

## Systematik und Verbreitung
Agave thomasiae ist in Guatemala in der Kiefernwaldzone in Höhen von 2000 bis 2800 Metern verbreitet.
Die Erstbeschreibung als „Agave thomasae“ durch William Trelease wurde 1915 veröffentlicht.

## Nachweise